# Чарулата
«Чарулата» (бенг. চারুলতা, Charulata) — чёрно-белый фильм-драма 1964 года индийского режиссёра Сатьяджита Рая. В основу фильма легла повесть Рабиндраната Тагора «Разорённое гнездо» (1901).

## Сюжет
Чарулата, одинокая бездетная женщина, живёт в большом и красивом доме в Калькутте. Её богатый муж Бхупати издаёт либеральную политическую газету и проводит больше времени на работе, чем с женой. Однажды к ним в гости приезжает Амал, молодой племянник Бхупати. Спустя некоторое время между Амалом и Чарулатой завязываются отношения.

## В ролях
| Актёр             | Роль          |
| ----------------- | ------------- |
| Сумитра Чаттерджи | Амал          |
| Мадхаби Мукерджи  | Чарулата      |
| Шайлен Мукерджи   | Бхупати Дутта |
| Шьямал Гхошал     | Умапада       |
| Гитали Рой        | Мандакини     |
| Бхоланат Койал    | Браджа        |
| Суку Мукерджи     | Нишиканта     |
| Дилип Бозе        | Шашанка       |
| Джойдеб           | Нилотпал Дей  |
| Банким Гхош       | Джаганнат     |

## Критика
Получил высокие оценки критиков, так на сайте Rotten Tomatoes на фильм даны 15 положительных рецензий и только рецензию критика Майкла Срегоу из The New Yorker посчитали отрицательной. Срегоу нашёл фильм слишком неторопливым и затянутым.

## Награды и номинации
| Награды и номинации             | Награды и номинации                    | Награды и номинации                              | Награды и номинации | Награды и номинации |
| Фестиваль                       | Категория                              | Номинирован(а)                                   | Итог                | Ссылки              |
| ------------------------------- | -------------------------------------- | ------------------------------------------------ | ------------------- | ------------------- |
| Берлинский кинофестиваль        | OCIC Award                             | Сатьяджит Рай                                    | Победа              | [ 3 ]               |
| Берлинский кинофестиваль        | Серебряный медведь за лучшую режиссуру | Сатьяджит Рай                                    | Победа              | [ 3 ]               |
| Берлинский кинофестиваль        | Золотой медведь                        | Сатьяджит Рай                                    | Номинация           | [ 3 ]               |
| Национальная кинопремия (Индия) | Лучший художественный фильм            | Сатьяджит Рай (режиссёр) Р. Д. Бансал (продюсер) | Победа              | [ 4 ]               |
| Filmfare Awards East            | Лучший художественный фильм            | Р. Д. Бансал (продюсер)                          | Победа              | [ 5 ]               |